# Édouard Delmont
Édouard Delmont (5 de diciembre de 1883-22 de noviembre de 1955) fue un actor francés nacido Édouard Marius Autran en Marsella. Murió en Cannes a los 72 años.

## Filmografía
- 1930 : L'Arlésienne de Jacques de Baroncelli
- 1930 : Maison de danses de Maurice Tourneur
- 1931 : Mardi gras de Pierre Weill
- 1931 : Marius de Alexander Korda
- 1931 : Mam'zelle Nitouche, de Marc Allégret, El director del music-hall
- 1932 : Fanny de Marc Allégret, El doctor Félicien Venelle
- 1932 : Amour et Biceps – cortometraje de Jack Windrow
- 1933 : Roger la Honte de Gaston Roudès, El inspector
- 1933 : Au pays du soleil, de Robert Péguy, (Opérette).
- 1933 : Jofroi de Marcel Pagnol
- 1933 : L'Illustre Maurin de André Hugon
- 1933 : Chourinette de André Hugon
- 1934 : Angèle de Marcel Pagnol, Amédée
- 1934 : Le Train de 8 heures 47, L'éteigneur de réverbères
- 1934 : Les Bleus de la marine de Maurice Cammage, Le quartier-maître
- 1935 : Toni o Les amours de Toni de Jean Renoir, Fernand
- 1935 : Le Gros Lot de Cornembuis – cortometraje de André Hugon, Bolduc
- 1936 : César de Marcel Pagnol, El doctor Félicien Venelle
- 1936 : Romarin de Pierre Caron
- 1936 : Blanchette de André Hugon, El doctor Bonenfant
- 1936 : Joseph, tu m'énerves!! – cortometraje de Georges Winter